# Шишково (Монастырщинский район)
Шишково — деревня в Монастырщинском районе Смоленской области России. Входит в состав Добросельского сельского поселения. Население составляет 6 жителей по состоянию на 2007 год. 
Расположена в западной части области в 25 км к юго-западу от Монастырщины, в 66 км западнее автодороги А141 Орёл — Витебск. В 65 км восточнее деревни расположена железнодорожная станция Васьково на линии Смоленск — Рославль. 

## История
В годы Великой Отечественной войны деревня была оккупирована гитлеровскими войсками в июле 1941 года, освобождена в сентябре 1943 года.